# 错那多榔菊
错那多榔菊（学名：Doronicum conaense）是菊科多榔菊属的植物，为中国的特有植物。分布在中国大陆的西藏等地，生长于海拔3,800米至3,900米的地区，一般生于山坡灌丛边，目前尚未由人工引种栽培。